# Otto Konrad (Politiker)
Otto Konrad (* 26. Februar 1896 in Kümbdchen; † 9. April 1973 ebenda) war ein deutscher Landwirt und Politiker (FDP).

## Leben
Konrad besuchte die Volksschule und die Landwirtschaftsschule. Danach absolvierte er eine Ausbildung in der Landwirtschaft und war Soldat im Ersten Weltkrieg. Seit 1924 arbeitete er als selbstständiger Landwirt.
Er wurde 1934 Mitglied der NS-Kriegsopferversorgung und 1938 der NSV. Am 15. November 1941 beantragte er die Aufnahme in die NSDAP und wurde zum 1. Januar 1942 aufgenommen (Mitgliedsnummer 8.953.601).
Nach dem Krieg trat er zunächst der CDU bei, wechselte aber 1951 zur FDP. Für die CDU war er ab 1948 Mitglied des Kreistags und des Kreisausschusses Simmern. Von 1952 bis 1954 war er für die FDP Zweiter Kreisdeputierter in Simmern. 1959 wurde er im Wahlkreis 2 in den vierten Landtag Rheinland-Pfalz gewählt, dem er zwei Wahlperioden lang bis 1967 angehörte. Im Landtag war er Mitglied im agrarpolitischen Ausschuss.
Daneben war er ehrenamtlich tätig. 1935 wurde er Vorsitzender des Hunsrücker Kreditvereins eGmbH in Simmern und Erbhofrichter beim Erbhofgericht Simmern. 1948 wurde er Vorsitzender des Kreisbauernverbands Simmern und Mitglied des Präsidiums des Bauern- und Winzerverbands Rheinland-Nassau in Koblenz. Ab 1949 war er Vorstandsmitglied der Landwirtschaftskammer Rheinland-Nassau und ab 1957 Vorsitzender der Tierseuchenkasse Rheinland-Pfalz. Er war Vorsitzender des Verbands Rheinischer Glanviehzüchter.
1965 wurde er mit dem Bundesverdienstkreuz Erster Klasse ausgezeichnet.